# Hudsonov zaljev
Hudsonov zaljev (eng. Hudson Bay, fra. baie d'Hudson) je veliki zaljev na sjeveru Kanade površine 1 200 000 kilometara kvadratnih. Veći dio godine je zaleđen i pod utjecajem magle.
S obzirom na površinu, dosta je plitak.

## Vanjske poveznice
|  | Zajednički poslužitelj ima još gradiva o temi Hudsonov zaljev |